# Saison 4 d'Orphan Black
Chronologie
Saison 3 Saison 5
Cet article présente le guide des dix épisodes de la quatrième saison de la série télévisée Orphan Black.

## Distribution de la saison

### Acteurs principaux
- Tatiana Maslany (VF : Audrey d'Hulstère) : Sarah / Beth / Alison / Cosima / Helena / Krystal / Rachel / Tony / Mika / Pupok (voix)
- Jordan Gavaris (VF : Gauthier de Fauconval) : Felix, frère adoptif de Sarah
- Dylan Bruce (VF : Laurent Bonnet) : Paul Dierden
- Kevin Hanchard (en) (VF : Mathieu Moreau) : Arthur « Art » Bell, inspecteur et ancien coéquipier de Beth Childs
- Maria Doyle Kennedy (VF : Manuela Servais) : Siobhan Sadler, surnommée Mme S., mère adoptive de Sarah et Felix
- Kristian Bruun (VF : Philippe Allard) : Donnie Hendrix, mari d'Allison
- Josh Vokey (VF : Alessandro Bevilacqua) : Scott
- Ari Millen (VF : Pierre Lognay) : Ira

### Acteurs récurrents et invités
- Evelyne Brochu (VF : Séverine Cayron) : Delphine Cormier
- Skyler Wexler (VF : Clarisse de Vinck) : Kira, fille de Sarah
- Lauren Hammersley (en) (VF : Marcha Van Boven) : Adele
- James Frain (VF : Jean-Michel Vovk) : Ferdinand
- Amanda Brugel : Marci Coates
- Rosemary Dunsmore (VF : Myriam Thyrion) : Susan Duncan
- Jessalyn Wanlim (en) (VF : Micheline Tziamalis) : Evie Cho
- Gord Rand : Détective Duko
- Joel Thomas Hynes (en) (VF : Jean-Philippe Compère) : Dizzy
- Scott Wentworth (en) (VF : Patrick Waleffe) : Professeur Ian Van Lier
- Allie MacDonald : Trina (4 épisodes)

## Liste des épisodes

### Épisode 1:Erreur de jugement
- Canada /  États-Unis : 14 avril 2016 sur Space[1] / BBC America[2]
- France : 21 juillet 2016 sur Netflix
- Québec : 22 août 2017 sur Ztélé[3]

- Canada : 278 000 téléspectateurs[4]
- États-Unis : 229 000 téléspectateurs[5]

L'épisode revient quelques jours avant le suicide de Beth Childs, alors qu'elle essayait de gérer la découverte de sa nature de clone avec Alison et Cosima. Elle était en contact avec Mika, une autre clone Léda qui suivait de près les Néolutionnistes. Elle s'est ainsi retrouvée sur l’affaire du meurtre d'Edward Capra, un Néolutionniste ayant subi plusieurs modifications corporelles et dont la joue droite a été retirée chirurgicalement. Cependant, elle est surveillée de près par ses supérieurs qui la suspectent, à raison, de se droguer aux médicaments. Elle commence son enquête sur les Néolutionnistes, faisant la rencontre du Dr Leekie, et d'autres Néolutionnistes extrêmes. Dans la soirée, droguée, elle tente de confronter Paul, dont elle sait qu'il la surveille, mais il garde son secret. Elle part alors trouver du réconfort dans les bras d'Art. Plus tard, une Néolutionniste lui indique une planque où elle découvre que dans la joue des Néolutionnistes se trouve un œuf donnant une larve. Confuse, elle est repérée et dans sa fuite, tue une femme. Art tente de la couvrir mais elle a découvert que le représentant du syndicat des policiers est un Néolutionniste et se sent cernée.

### Épisode 2:Retour au pays
- Canada /  États-Unis : 21 avril 2016 sur Space / BBC America
- France : 21 juillet 2016 sur Netflix
- Québec : 29 août 2017 sur Ztélé

Grâce à M.K., Sarah, Kira, Siobhan et Kendall parviennent à fuir l'Islande avant d'être capturées par les Néolutionnistes. De retour au Canada, Sarah part aussitôt à la recherche de ce clone qui en sait beaucoup. Art ressort donc les derniers dossiers étudiés par Beth, dont le meurtre du Néolutionniste et son secret dans la joue, et en fouillant la maison de Paul, ils retracent en partie son parcours avant son suicide. Elle doit cependant entrer dans le club des Néolutionnistes, où son visage est connu, et demande l’aide de Felix, qui se montre distant. En effet, se sentant de plus en plus exclu de sa famille adoptive, il a commencé à chercher sa famille biologique. En retrouvant M.K., Sarah découvre qu'elle a également un ver dans la joue. Pendant ce temps, Cosima profite de la présence de Kendall pour reprendre une nouvelle série de tests et affiner sa thérapie génique. Scott découvre alors que Kendall cache sa leucémie, développée bien avant qu'ils ne la retrouvent.

### Épisode 3:Corps étranger
- Canada /  États-Unis : 28 avril 2016 sur Space / BBC America
- France : 21 juillet 2016 sur Netflix
- Québec : 5 septembre 2017 sur Ztélé

### Épisode 4:Révélations
- Canada /  États-Unis : 5 mai 2016 sur Space / BBC America
- France : 21 juillet 2016 sur Netflix
- Québec : 12 septembre 2017 sur Ztélé

Ferdinand a reçu les messages de Rachel et il compte sur Sarah pour tracer leurs sources. Elle repart donc contacter M.K., ignorant que la clone recherche activement Ferdinand et les tueurs de Topside. Alison croise Tricia, la Néolutionniste en contact avec Beth qui la met malgré elle sur la voie d'une clinique de fertilité tenue par les Néolutionnistes ; Felix et Donnie l'infiltrent et découvrent les autres programmes des Néolutionnistes.

### Épisode 5:Ressources humaines
- Canada /  États-Unis : 12 mai 2016 sur Space / BBC America
- France : 21 juillet 2016 sur Netflix
- Québec : 19 septembre 2017 sur Ztélé

Sarah essaie de prendre une journée pour rester aux côtés de Kira. Alison étant trop occupée, Cosima se charge d'accompagner Donnie dans les locaux de Brightborn, et avec ses connaissances en biologie, commence à comprendre où se situe l’éthique des laboratoires, représentés par Evie Cho. L'infiltration devient complexe quand surgit Krystal, l'autre clone, venue à Brightborn naïvement pour avoir un enfant. Quand les clones sont repérés, Susan Duncan exige de les capturer mais la présence de deux clones sème la confusion.

Sarah découvre que Adele et Felix se sont retrouvés via une société appartenant à Dyad et ses craintes que la demi-sœur soit une Néolutionniste grandissent. Elle s'arrange donc pour que Scott fasse un test ADN assurant la parenté d'Adele et Felix, mais celui-ci refuse de céder à la paranoïa et va jusqu'à inviter Adele dans le refuge de Siobhan. Sarah finit par apprendre qu'Adele et Felix sont bien liés.

### Épisode 6:Le Scandale de l'altruisme
- Canada /  États-Unis : 19 mai 2016 sur Space / BBC America
- France : 21 juillet 2016 sur Netflix
- Québec : 26 septembre 2017 sur Ztélé

### Épisode 7:L'Anti-socialisme du sexe
- Canada /  États-Unis : 26 mai 2016 sur Space / BBC America
- France : 21 juillet 2016 sur Netflix
- Québec : 3 octobre 2017 sur Ztélé

- Peaches (elle-même)

### Épisode 8:La Transformation d'objets naturels
- Canada /  États-Unis : 2 juin 2016 sur Space / BBC America
- France : 21 juillet 2016 sur Netflix
- Québec : 10 octobre 2017 sur Ztélé

Donnie a été arrêté et mis sous surveillance par les Néolutionnistes. En traquant Duko pour le tuer, Siobhan le surprend avec Alison et comprend qu'Evie Cho veut la manipuler pour qu'elle révèle la cachette de Sarah, soupçons confirmés par M.K. qui a récupéré l'enregistrement de la conversation entre Cho, Susan et Rachel Duncan. Sarah arrange la rencontre entre Cosima et Susan Duncan pendant qu'elle essaie d'arrêter Siobhan avec Art.

### Épisode 9:L'Union fait la force
- Canada /  États-Unis : 9 juin 2016 sur Space / BBC America
- France : 21 juillet 2016 sur Netflix
- Québec : 17 octobre 2017 sur Ztélé

Alors que Cosima découvre les origines de Néolution avec Susan et Charlotte, Sarah et Rachel cherchent un terrain d'entente contre leur ennemi commun : Evie Cho et Brightborn. Rachel a découvert que Cho s'apprête à donner une conférence de presse pour lancer le projet Brightborn à grande échelle, mais deux mères porteuses ont fui le centre Brightborn avec leurs enfants et elle veut que Sarah les retrouve avant Cho. Avec Art, elle retrouve l'une des deux, tuée par Brightborn dans un refuge pour femmes, et l’autre est retournée chez elle à Tisdale. Sarah ignore que Rachel la fait suivre par Ira afin d'assurer ses arrières.

Helena apprend que la situation est critique dans le « Club des Clones » et revient aux nouvelles. Elle surprend alors Adele, qui commence à se poser beaucoup de questions, puis va chez les Hendrix. Donnie a été libéré mais il est sous surveillance de la police depuis sa sortie, et alors qu'Alison et lui essaient de prendre la fuite, ils se font surprendre par un Néolutionniste, que Helena tue. Au même moment, Sarah et Art retrouve Kendra, l'autre mère porteuse de Brightborn qui a fui avec son bébé né aveugle et avant de fuir, a filmé l'euthanasie d'un bébé Brightborn mal-formé. Kendra étant apeurée, Rachel s'arrange pour qu'Ira la récupère avant les hommes de Cho. Avec le dernier témoin et la vidéo, Rachel va voir Evie et négocie une place au sein de Brightborn juste avant la conférence. Sarah se doutait d'un tel geste mais pas qu'il s'agirait d'un piège : Rachel a poussé Evie à admettre l'euthanasie de bébés Brightborn et la vidéo fait rapidement le tour de la presse.

### Épisode 10:Des souris et des psychopathes
- Canada /  États-Unis : 16 juin 2016 sur Space / BBC America
- France : 21 juillet 2016 sur Netflix
- Québec : 24 octobre 2017 sur Ztélé

Evie Cho et le projet Brightborn sont au milieu de la tourmente médiatique et le Dr Van Lier prend les rênes de la société, mais Krystal le reconnait comme étant l'homme qui a récupéré Delphine alors qu'elle avait été abattue dans le parking par Duko. Krystal exige donc de Felix qu'il lui révèle tout ce qu'il sait en échange de l'information ; or, quand Felix accepte de lui présenter Sarah, elle refuse de croire à la ressemblance.

Cosima est parvenue à obtenir des résultats pour un remède à sa condition dépassant ses espérances et quand Susan Duncan le découvre, elle l'isole. En effet, grâce aux percées de Cosima, le clonage humain redevient une possibilité, mais Rachel la double et, avec Ferdinand, s'arrange pour avoir la place au sein du conseil dirigeant de Néolution laissée vacante par Evie Cho, tuée avec son ver. Rachel retourne sur l'île pour revoir sa mère. Cosima, libérée par Charlotte, surprend la dispute entre les deux femmes avant de voir Rachel s'emparer d'un couteau et poignarder sa mère. Cosima et Charlotte fuient, mais au lieu d'aller vers le port, elles partent vers le campement secret où a trouvé refuge Delphine. Sarah arrive à son tour sur l'île, voit que le remède a disparu et que Susan est blessée. Rachel apparait, la poignarde à la jambe mais Sarah parvient à fuir.